# Sioban
Sioban is een bestuurslaag in het regentschap Kepulauan Mentawai van de provincie West-Sumatra, Indonesië. Sioban telt 1994 inwoners (volkstelling 2010).